# Ashley Bell
Ashley Bell (Santa Mónica, California, 26 de mayo de 1986) es una actriz estadounidense, conocida por su interpretación de Nell Sweetzer en la película de terror de 2010 The Last Exorcism.
Es hija de la actriz Victoria Carroll y del actor Michael Bell. Bell asistió a la Tisch School of the Arts y se graduó en 2007 con una licenciatura de Bellas Artes.

## Filmografía
| Año  | Título                                 | Papel                   |
| ---- | -------------------------------------- | ----------------------- |
| 2009 | Stay Cool                              | Estudiante de despedida |
| 2010 | Magic                                  | Voces adicionales       |
| 2010 | The Last Exorcism                      | Nell Sweetzer           |
| 2011 | The Day                                | Mary                    |
| 2011 | The Truth About Angels                 | Redhead                 |
| 2011 | Initiation                             |                         |
| 2013 | Chasing Shakespeare                    | Molly                   |
| 2013 | Sparks                                 | Lady Heavenly           |
| 2013 | The Last Exorcism Part II              | Nell Sweetzer           |
| 2013 | The Bounceback                         | Cathy                   |
| 2013 | The Marine 3: Homefront                | Lilly Carter            |
| 2015 | Carnage Park                           | Vivian Fontaine         |
| 2015 | There Is a New World Somewhere         | Sam                     |
| 2017 | Novitiate                              | Hermana de Margaret     |
| 2017 | Charlie: Genesis                       | Ingrid Davis            |
| 2017 | Psychopaths                            | Paciente mental         |
| 2018 | Love and Bananas: An Elephant Story    |                         |
| 2018 | The Delta Girl                         | Miss Honey              |
| 2018 | The Swerve                             | Claudia                 |
| 2020 | Dear Guest                             | Maria                   |
| 2020 | Voices                                 | Annabel                 |
| 2020 | The SpongeBob Movie: Sponge on the Run | Voces adicionales       |
| 2021 | Witch Hunt                             | Gina                    |

| Año  | Título                         | Papel          |
| ---- | ------------------------------ | -------------- |
| 2003 | Boston Public                  | Colleen        |
| 2007 | CSI: Crime Scene Investigation | Lanie          |
| 2009 | United States of Tara          | Tonya          |
| 2012 | The Penguins of Madagascar     | Zoe            |
| 2014 | The Walking Dead: The Oath     | Karina         |
| 2015 | Don't Wake Mommy               | Molly          |
| 2017 | A Neighbor's Deception         | Chloe Anderson |